# Zang Kejia
Zang Kejia (ur. 8 października 1905 w powiecie Zhucheng w prow. Shandong, zm. 5 lutego 2004 w Pekinie) – poeta chiński.
W latach 1930–1934 studiował filologię chińską na Narodowym Uniwersytecie Shandong, kształcił się także w szkole wojskowo-politycznej.
W 1933 opublikował pierwszy zbiór poezji, w 1946 wydał zbiór utworów o tematyce politycznej, utrzymanych w tonacji ironicznej. Na początku lat 50. razem z Zhou Zhenfu opracował publikację Wybrane Utwory Poetyckie Przewodniczącego Mao (z przypisami i komentarzami).
W latach 1957–1964 był redaktorem naczelnym czasopisma "Poezja". Otrzymał tytuł honorowego wiceprzewodniczącego Stowarzyszenia Pisarzy Chińskich; był członkiem jednej z partii demokratycznych, Chińskiej Ligi Demokratycznej. Deputowany do Ogólnochińskiego Zgromadzenia Przedstawicieli Ludowych w kadencji II i III, członek Stałego Komitetu Krajowego Ludowej Politycznej Konferencji Konsultatywnej Chin (kadencja VI i VII).